# Salix (дистрибутив Linux)
| Версии | Версии      | Версии |
| ------ | ----------- | ------ |
| 13.0   | 16 сентября | 2009   |
| 13.0.1 | 2 ноября    | 2009   |
| 13.0.2 | 23 декабря  | 2009   |
| 13.1   | 4 июня      | 2010   |
| 13.1.1 | 12 августа  | 2010   |
| 13.1.2 | 9 ноября    | 2010   |
| 13.37  | 11 мая      | 2011   |
| 14.0   | 21 ноября   | 2012   |
| 14.0.1 | 16 июля     | 2013   |
| 14.1   | 4 марта     | 2014   |
| 14.2   | 29 августа  | 2016   |

Salix (лат. Salix — ива) — дистрибутив Linux, основанный на Slackware и имеющий с ним полную обратную совместимость. Разработчики Salix позиционируют свою операционную систему, как оптимизированную для выполнения, в основном, повседневных задач, свойственных настольным домашним или офисным компьютерам (в настоящее время — также и ноутбукам); относящуюся к так называемой категории Desktop — для «настольного» применения рядовыми пользователями.
ISO-образ дистрибутива занимает один компакт-диск (до 700 Мбайт). Существует 32-битная Live CD-версия Salix.
Русский язык поддерживается в различных кодировках, в том числе в UTF-8.

## История
Проект был основан Джорджом Влахавасом (George Vlahavas) — разработчиком, прежде активно участвовавшим в создании дистрибутива Zenwalk. В мае 2009 года он и несколько его коллег покинули проект Zenwalk и 16 сентября 2009 года ими была выпущена первая версия Salix.
Изначально в состав дистрибутива входила только графическая среда XFCE, но 19 июня 2010 года вышла первая бета-версия Salix в редакции LXDE. Набор прикладного программного обеспечения версии LXDE отличается от стандартной версии Salix. В дальнейшем дистрибутив стал доступен и с другими графическими средами: KDE, FluxBox и RatPoison, а 9 мая 2012 года была представлена сборка Salix 13.37 с графическим окружением MATE.
Редакции дистрибутива с различными графическими средами (в том числе версия Live CD) выходят с довольно значительным отставанием от основной версии XFCE, а то и не выходят вовсе.
Номер версии Salix соответствует номеру версии Slackware, на которой она основывается.

## Управление пакетами
Официальными источниками пакетов для Salix являются как собственные репозитории, так и официальные репозитории Slackware, на которые указывает перенаправление из репозиториев Salix. В отличие от официальных репозиториев Slackware, репозитории Salix имеют описания пакетных зависимостей, и при использовании менеджера пакетов Slapt-get все необходимые зависимости отслеживаются и устанавливаются автоматически.
При использовании графической среды, для удобной и наглядной установки, удаления и обновления пакетов присутствует программа Gslapt, которая является графическим интерфейсом для менеджера пакетов Slapt-get.
Пользователи Slackware могут использовать репозитории Salix для получения пакетов, отсутствующих в официальных репозиториях Slackware.

## Оригинальные программы
Дистрибутив Salix имеет в своём составе утилиты, специально созданные для него:
- Salix Tools — набор консольных утилит для администрирования системы. В его состав входят:
  - Clock setup — установка системного времени в BIOS.
  - Keyboard setup — выбор раскладки клавиатуры.
  - Locale setup — выбор языка ОС.
  - Service — управление системными сервисами.
  - Service setup — выбор запускаемых при загрузке системных сервисов (демонов).
  - User setup — управление правами пользователей и групп.
- Salix Tools GTK — набор утилит для администрирования системы в графическом интерфейсе. В его состав входят:
  - Alsa setup — выбор звуковой карты по умолчанию.
  - Clock setup — установка системного времени в BIOS.
  - Host setup — настройка имени хоста и домена.
  - Icon Refresh — обновление кэша иконок.
  - Keyboard setup — выбор раскладки клавиатуры.
  - Locale setup — выбор языка ОС.
  - Service setup — выбор запускаемых при загрузке системных сервисов.
  - User setup — управление правами пользователей и групп.
- Salix Update Notifier периодически проверяет наличие новых версий пакетов, установленных в операционную систему, и в случае их наличия — отображает значок в системном трее.
- Salix Codecs Installer автоматизирует процесс установки пакетов, необходимых для воспроизведения аудио- и видеофайлов, так как в дистрибутиве отсутствуют кодеки. Пакеты, находящиеся в списке по адресу файловой системы компьютера /usr/share/salix-codecs-installer/pkglist, загружаются из репозиториев менеджером пакетов Slapt-get.
- Salix Live Installer — установщик операционной системы на жёсткий диск с Live CD-версии Salix.
- Lilo setup — графический интерфейс для установки загрузчика LILO.

## Варианты установки
Установка происходит с использованием текстового интерфейса на английском языке (как в Slackware) и предлагает на выбор один из трёх вариантов установки дистрибутива на компьютер, отличающиеся между собой количеством пакетов с программным обеспечением:
1. Минимальная (CORE) — без графической среды;
2. Основная (BASIC) — с графической средой Xfce или LXDE, графическим интерфейсом GSlapt для менеджера пакетов Slapt-get и веб-браузером;
3. Полная (FULL) — с установкой набора дополнительных прикладных программ: почтовой программы, программы мгновенного обмена сообщениями, аудио- видео- проигрывателя, офисных приложений, графического редактора, программ для просмотра PDF-документов, фотографий и других.

Любой из этих вариантов предоставляет готовую среду для разработки программного обеспечения.

## Поддерживаемые архитектуры
Salix OS имеет две версии. Первая версия создана и оптимизирована для архитектуры i486/i686, а вторая — для архитектуры x86-64.

## Разработка
Всё, что разрабатывается Salix OS, создаётся в открытом и в совместном порядке, и размещается на Sourceforge SVN.
Аналогично, разработка осуществляется совместно с Transifex.

## Документация
Salix Wiki была создана, как источник информации в Интернете, а документация Salix доступна, чтобы помочь новичкам ознакомиться с дистрибутивом.